# 봄버맨 제터스
"봄버맨 제터스"(영어: Bomberman Jetters)는 NAS와 TV Tokyo가 제작하고 Studio Deen이 애니메이션을 제작한 2002년 애니메이션 TV 시리즈이다. 또한 2개의 만화 시리즈와 3개의 비디오 게임이 탄생했는데, 그 중 게임큐브 버전만 북미에서 현지화되었으며 영어 더빙이 제공되었다. Hudson Soft가 제작한 인기 봄버맨 비디오 게임 시리즈를 기반으로 한다.

## 구성:
제터스는 Hige-Hige 도적들로부터 독특한 물체를 안전하게 보호하도록 고도로 훈련된 은하계 경찰이다. 숙련된 Bomberman이자 Jetters의 리더인 Mighty는 임무 중에 사라진다. Ein 박사는 팀에 Bomberman이 필요하기 때문에 Mighty의 남동생인 White Bomber를 Jetters에 받아들인다. 화이트 봄버는 서투르고 유치하지만 형을 우상으로 삼는다. White Bomber와 나머지 Jetters는 독특한 아이템을 훔치고, Hige-Hige Bandits와 맞서고, 골동품을 정당한 소유자에게 돌려주려는 Mechado 박사와 Mujoe의 계획을 방해하는 등 많은 모험을 하고 있다.
봄버맨 제터스의 첫 번째 에피소드는 Dr. Mechado와 Mujoe가 "Super Combined" Bombermen 중 한 명을 한 번에 하나씩 보내 Jetters를 공격하는 "금주의 괴물" 공식으로 시작되었다.
시간이 지남에 따라 형식은 가벼운 "금주의 괴물" 코미디에서 죽음, 배신, 복수라는 주제를 다루는 좀 더 극적이고 어두운 액션 스토리로 바뀌었지만 여전히 가벼운 부분을 유지했다. 줄거리에는 어머니에 대한 진실을 발견하는 샤우트, 바굴라가 무조를 어떻게 만났는지, 형 마이티에게 일어난 진실에 직면하는 화이트 봄버 등 시련과 발전을 겪는 캐릭터가 포함되어 있다.

## 캐릭터:
- White Bomber (화이트 봄버)는 Planet Bomber 출신의 Bomberman이며 White Bomber는 매우 서투르고 멍청한다. 그는 형 마이티와 달리 우연히 물건을 파괴한다. 그의 사고는 Shout의 좌절감에 훨씬 더 심각한 상황을 악화시키는 경향이 있다. 그는 아무리 작은 성취라도 끝없이 자랑한다. White Bomber는 때때로 실수를 할 수도 있지만 항상 선의를 갖고 도움을 주려고 노력한다. 그는 10살이다. White Bomber는 그녀가 몇 번이나 소리를 지르고, 저주하고, 때려도 Shout에게 화를 내지 않는 것 같다. (이것은 순전히 애정 때문이 아니라 Shout의 분노를 더 조장하는 것에 대한 두려움 때문이다.) 그는 Momo와 Dr. Ein의 관계 덕분에 에피소드 2에서 Jetters에 합류했다.
- Shout (샤우트)는 Mighty가 실종된 후 그를 대신한 Jetters의 리더이다. 그녀는 Jetters의 유일한 여성 멤버이다. Shout은 White Bomber를 짜증나게 하지만 실제로는 그를 형제처럼 보살펴준다. 그녀는 Mighty처럼 자라서 Jetters를 이끌 것이라고 말한다. 그녀의 어머니는 그녀가 어렸을 때 우주 비행 사고로 사망했다. 나이는 불명이지만 화이트 봄버와 비슷한 나이인 것으로 보인다. 민간인 신분으로 라면집을 운영하고 있다.
- 이전에 Bomber Mermaid로도 알려진 Mermaid Bomber (머메이드 봄버)는 Bomberman Online 게임과 애니메이션 Bomberman Jetters 및 Bomberman 프랜차이즈의 비디오 게임 각색에서 유래한 수중 테마의 여성 캐릭터이다. 그러나 대부분의 인어 캐릭터와는 달리 그녀는 한 쌍의 물고기 다리를 가지고 있다. 우리가 공식적으로 그녀를 분홍색 인어 꼬리를 가진 전통적인 인어로 보는 유일한 경우는 한스 크리스티안 안데르센의 원작 동화 인어공주에서처럼 그녀가 전투 중에 바다에서 뛰어내려 육지에서 인간이 될 때이다. 이는 일부 팬들에게 Disney의 The Little Mermaid 프랜차이즈에 등장하는 Ariel의 Western Bomberman을 연상시킨다. 일반적으로 봄버맨 제터스에서는 샤우트, 화이트 봄버, 인간 아버지라고 생각하는 무조 등 타인에게 이기적이고 짜증나는 면이 있지만, 실제로는 지쳐서 외로운 면도 있다. 혼자 있다 소외감을 느끼고 인어를 테마로 한 폭탄 테러범이 되었다. 그녀는 버디에게 짝사랑을 갖고 있지만, 안타깝게도 버디는 지상파 외계인이기 때문에 바다에서 영구적으로 그녀와 함께 살 수는 없다. 그렇지 않으면 그는 물속에 빠져 죽게 될 것이다. Mujoe는 심지어 Bomberman Jetters 애니메이션에서 "Mermaid Bomber"의 엄격한 아버지 역할까지 맡았다. 마치 Disney의 The Little Mermaid 프랜차이즈에서 King Triton이 Ariel에게 그랬던 것처럼 말이다.
- Flame Bomber (플레임 봄버)는 애니메이션 및 비디오 게임 Bomberman Jetters의 Bomberman 프랜차이즈를 각색한 데서 유래한 불 테마의 폭격기 캐릭터이다. 그는 유치한 성격을 가지고 있으며 일반적으로 악당 역할을 진지하게 받아들이지 않으며 적과 싸우는 것을 게임으로 간주한다. 또한 일부 Western Bomberman 팬들은 Cartoon Network의 Ben 10 프랜차이즈에 나오는 "불꽃맨"을 연상시킨다.
- 원래 Bomberman Online(2001) 게임의 Thunder Bomber (썬더 폭탄)는 애니메이션 및 비디오 게임 Bomberman Jetters에 등장하는 번개 테마의 폭격기 캐릭터이다. 그는 Bomber Shitennou 팀의 가장 사납지만 가장 현명한 리더이다. 그는 가장 편집증적인 사람은 아니더라도 Bomber Shitennou 중에서 가장 성숙한 사람으로 보인다. 그의 형제들이 게임을 하거나 라이벌과 친구가 되는 동안 Thunder Bomber는 그의 일을 진지하게 받아들인다. 그는 White Bomber와 친구가 될 뿐만 아니라 Jetters에 합류하는 것을 고려할 때 Mujoe를 존경하고 Grand Bomber를 돌본다. Max가 Mujoe를 직장에서 쫓아내려고 한다고 확신한 그는 심지어 그것이 음모라고 주장한다! Thunder Bomber Battlefield는 애니메이션에서는 물리적으로 표시되지 않지만 비디오 게임에서는 전자 경기장이다.
- Grand Bomber (그란 봄버)는 애니메이션 및 비디오 게임 각색 Bomberman Jetters에 등장하는 록 테마의 폭격기 캐릭터이다. 그는 Shout, White Bomber, 심지어 Mujoe와 같은 다른 사람들과 친하게 지내는 Bomber Shitennou의 거대한 멤버이다. 그들의 전장은 애니메이션에서는 농장이지만, 비디오 게임에서는 지하이다. 그러나 그랜드 봄버는 그룹 내에서 지능이 가장 낮고 지능이 있음에도 불구하고 다른 사람들의 말에 쉽게 혼란스러워한다. 그러나 그는 Flame과 Mermaid, 심지어 Thunder Bomber보다 더 성숙하고 Shitennou에서 가장 친절하고 친절하며 가장 자비로운 멤버이다. 그는 히게히게를 위해 싸우는 대신 평화로운 쌀 농부가 되고 싶다고 밝힌다. 전체적으로 보면 그는 봄버 시천왕 팀의 거대하고 위험해 보이는 멤버일지 모르지만, 여전히 놀랍게도 친절하지만 외로운 사람으로, 샤우트나 화이트 봄버와 같은 다른 사람들과 친구가 되고 싶어한다.